# 出川イングリッシュ
出川イングリッシュ（でがわいんぐりっしゅ）は日本テレビ系列で放送されている『世界の果てまでイッテQ!』の企画である「出川哲朗はじめてのおつかい」の中でお笑いタレントの出川哲朗が話す、日本語と英語を織り交ぜた片言英語のことである。

## 概要
「出川哲朗はじめてのおつかい」というコーナーは、「タイムズスクエアでI ♥ NYと書かれたTシャツを買え」などのミッションを、出川哲朗が現地のアメリカ人、イギリス人、カナダ人と英語でコミュニケーションをとってクリアしていくという企画。目的地の名称のみでミッションをクリア出来てしまう可能性からタクシーの使用と日本人の手助けは禁じられているが、英語を得意としている日本人の出川ガールが出川と共にロケを行い、どうしてもミッションをクリア出来そうにない時にのみ1つのミッションにつき1回出川ガールからヒントをもらうことが出来るテレフォンが用意されている。
2017年8月6日現在までの全6回放送にてニューヨーク・ロンドン・サンフランシスコ・ワシントンD.C.・バンクーバーの5都市で総ミッション数が16、内6回はテレフォンを使用し、全てのミッションをクリアしている。
体当たりでチャレンジするところがみていて気持ち良いくらいとも言われ、出川が身振り手振りを交えながら慣れない英語を繰り出す姿が視聴者の笑いを誘う。

## 特徴
本来の目標・目的を明確に持っており、英語の正確さや発音という手段にとらわれることなく道行く人に話しかけ、完璧な英語ではなくとも何かを英語（らしきもの）で話しているという姿勢は相手に伝わり、理解しようと努めてくれ、身振り手振りを加えながら、最終的には目標を達成する。
該当する英単語がわからなくても、知っている簡単な英単語を並べてコミュニケーションを図り、必死に身振り手振りを加えたり、歌を歌ったりすることで相手に伝えることができる。語彙が少なく、文法が不正確で、発音が悪いが、相手の目を見て話し、全身で訴える（ジェスチャー）、会話を楽しむ、めげない、あきらめないという特徴を持ち、赤ちゃんの言語習得との共通点を指摘する説もある。
他の分析によれば、単語だけで会話したり、簡単な文を使う、ジェスチャーや身の周りのものの活用、正しく聞き取れなくても複数の人に聞き込みを行い、同じキーワードが出てくるか、確認がとれるまで、何度でもしつこく確認作業をする、目的の場所などの英単語がわからなくても、言い換えを用いる、人見知りをしないでどんどん話しかけたりフランクに人と接する方法を用いてコミュニケーションを図っている。
『知らない語を知っている語で置き換えて表現することは「方略的能力」と呼ばれるコミュニケーションの重要な要素である』、『必要な表現を対話によって相手から引き出す術は「意味的交渉」という言語習得上重要な働きである』、『覚えた語を何度もつぶやく行為は「内語反復」と呼ばれ長期記憶にとどめる効果がある』など、学術的にも裏付けがあるという見解もある。出川の経歴から英語に関する語学力は高くないとされており、にもかかわらず英語を使いコミュニケーションを図ることが出来ていることから、グロービッシュとの類似を指摘する研究もある。

## 用例

### シンプル
- Sorry?[注 1] Times square?
  - 語尾を上げた目的地の単語だけで質問をしている[11]。
- ニヤステイションネイムセイセイセイ！
  - 地下鉄で行くといいよと教えてもらい、降りる駅の確認[4]。

### 様々なものの活用
- left? Right? Center? Back?
  - 「Do you know Times square?」への回答に対し、それぞれの方角を指しながら[12]。
- Bus or train or walking?[12]
  - 歩くジェスチャーを用いて[19]。
- D D trainで down する station
  - 指で アルファベットの D を描いて確認しながら。相手から見ると反転しているのだが伝わる[19]。
- NY ,NY doll,big doll big doll Do you know? free woman big doll,free white doll, white doll white doll 王冠 王冠 キングハットをかぶった、ドールが分からないのかな do you know doll?[20]
  - 自由の女神を英訳できなかったため、大きな人形と言い換えようとするが発音が悪く伝わらないのでマネキンを指さし両手を上にあげて大きいというジェスチャーをしながら[13]。
- 囚人って何て言うんだ very bad man, many many people , many many bad man sleeping house 悪い奴、悪い男がみんな寝る Bad man は people 刺す刺す Oh my god Very very bad man sleeping house Bad manは no good man
  - 囚人を英訳できなかったため、包丁で刺すような動作と刺された人のジェスチャーで犯罪を表現し、眠るジェスチャーで収容を表現しようと[21]。

### 確認作業
- スタジオエブリって何？ What's?
  - 出川が言っているのが自由の女神だと気づいた相手の発した「Statue of Liberty」が正確に聞き取れなかったため聞き返す[13]。
- スタジオリブティ？スタジオリブティ＝ green big doll?
  - スタジオリブティが自由の女神と関連があると気づいて、別の人にも確認[22]。
- sorry Do you know スタジオリブティ？Very very big green doll
  - 更に三人目にも聞き込み確信を得る[22]。
- oh sorry sorry ,slowly slowly 英語 one more come on[22]
  - 降りる駅名をしっかり理解するためにゆっくり喋ってもらい確認[21]。
- ダウンタウンスターアラインアイランドフェリー ダウンタウンスターアラインアイランドフェリー[22]
  - 「Staten Island Ferry」を忘れないように何回も繰り返して[21]。
- アウトチャイルズ？ アウトプレゼント？ アウトトレイス？アウトトランス？
  - 「Alcatraz」を復唱するが、発音が正確でないことに相手の反応から気づいて[23]。
- OK OK thank you アウトドラッグ
  - 更に別の人に確認作業を行うことで「Alcatraz」が目的地の刑務所の名前だと気づいて[24]。

### 知っている簡単な英単語を並べる
- sorry Do you know wanted house? many many wanted man house
  - アルカトラズ島という刑務所に行くため、刑務所という英単語がわからず。通じなかった[21]。
- ワールドホームセンター
  - 国際連合本部を世界の家の中心地と訳した。通じなかった[4]。
- カントリーメニメニ
  - 多くの国と言い方を変えるが通じなかった[4]。
- ドゥユーノーアースフード？
  - 宇宙食を尋ねようとするが、宇宙を earth（地球） と勘違い[8]。
- Do you know スカイママ?
  - 空母を直訳[8]。

### 必要な表現を対話によって相手から引き出す
- ドゥーユーノー ガーガーバード？ ガーガーチキン ミッキーマウスはマウス，ドナルドダックはホワッツ？
  - アヒルの単語が分からず、次々に聞く[4]。
- ユーヒューマン，マイヒューマン。E.T.はホワッツマン？
  - 宇宙を英訳しようとまず宇宙人がエイリアンだと聞き出す[8]。
- エイリアンステイホウェア？
  - 「エイリアンはどこにいる？」と宇宙がスペースだと引き出す[8]。

## 有効性
明星大学生がオーストラリアのシドニーでの研究を、福岡教育大学生がウィスコンシン大学ラクロス校短期研修での経験を通して有効性を報告し、獨協中学校・高等学校ではワイキキでの修学旅行で推奨された例もあり、英会話として積極的に推進する意見もある。
一方で、次のような懸念や批判も存在する。
- 相手に発言の繰り返しを求めて畳みかけるのは礼儀に欠ける[16]。
- 下手な英語でも通じることに満足し、英語の上達が停止してしまう恐れがある[29]。
- ジェスチャーの使えない電話口では、出川イングリッシュは聞き手に負担をかける[30]。
- 応答のできない書き言葉では出川イングリッシュはそもそも成立せず、ルールをしっかり守って文章を書くことを覚える必要がある[7]。